# Baranykiwka (rejon starobielski)
Baranykiwka (ukr. Бараниківка) – wieś na Ukrainie, w obwodzie ługańskim, w rejonie starobielskim (do 2020 roku w rejonie biłowodskim), w hromadzie Biłowodśk. W 2001 liczyła 1544 mieszkańców, spośród których 1395 wskazało jako ojczysty język ukraiński, 146 rosyjski, a 3 inny.